# Otka

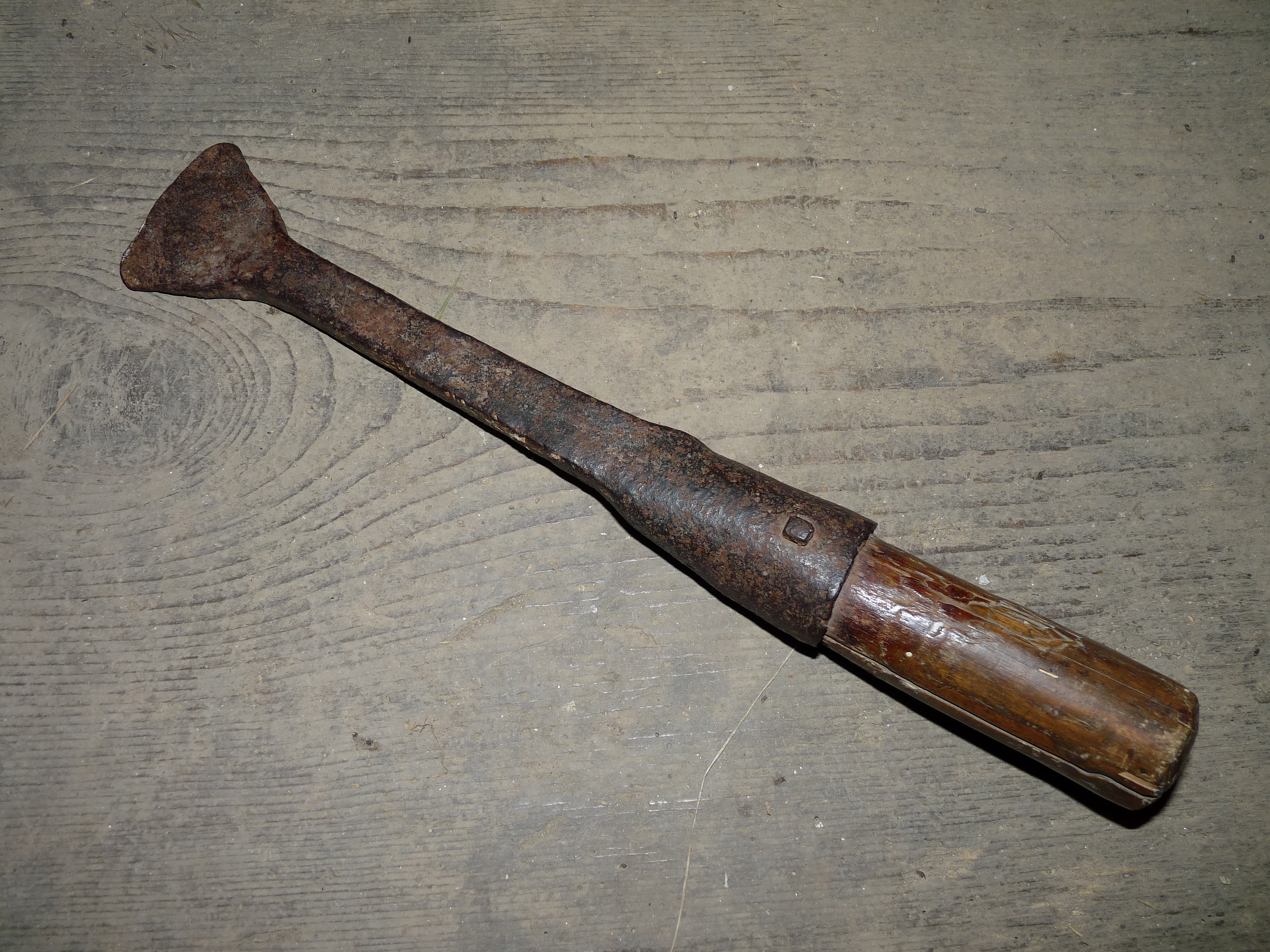
Otka

Otka je nástroj pro čištění zemědělského nářadí (pluhu, plečky, kultivátoru, bran, secího stroje atd.) Podle druhu nářadí může mít různý tvar – bodce, škrabky, zahnuté škrabky, háku ap.

## Historie
Tyto nástroje jsou známy z archeologických nálezů ze středověku, mají obvykle tvar bodce, někdy však byly za otky zaměňovány kovové sekerky. V Národním muzeu byla uložena železná starověká sekerka, která byla považována za otku Přemysla Oráče. Do současnosti se však nedochovala.

## Vývoj nástroje
Se zdokonalováním zemědělského nářadí tento nástroj postupně mizí z vybavení pluhů, ale objevuje se u kultivačního nářadí k čištění radliček a zejména u secích strojů k čištění výsevních botek ucpávaných hlínou. Také se mění jeho tvar od bodce na různé typy škrabky, zahnuté škrabky, háku ap.